# カッシーニ (クレーター)
カッシーニ (Cassini) は、月にある衝突クレーター。雨の海の東端、いわゆる霧の浅瀬に位置している。パリ天文台の初代台長ジョヴァンニ・カッシーニおよびその息子ジャック・カッシーニにちなんで名づけられた。
カッシーニの北西にはアルプス山脈の南端が迫っており、カッシーニの南南東100キロメートルの地点にはテアエテトスが位置している。西方150キロメートルの地点にはピトン山がそびえている。カッシーニの内部はありふれた溶岩で満たされている。内部には従属クレーターのカッシーニAとカッシーニBが存在している。
初期の月面図では、カッシーニの存在は省略されていた。理由は不明であるが、地図製作者のミスであったと考えられている。

## 従属クレーター
カッシーニのごく近くにある小さな無名のクレーターについては、アルファベットを付加することによって識別される。
| 名称 | 月面緯度     | 月面経度    | 直径  |
| ---- | ------------ | ----------- | ----- |
| A    | 北緯 40.5 度 | 東経 4.8 度 | 15 km |
| B    | 北緯 39.9 度 | 東経 3.9 度 | 9 km  |
| C    | 北緯 41.7 度 | 東経 7.8 度 | 14 km |
| E    | 北緯 42.9 度 | 東経 7.3 度 | 10 km |
| F    | 北緯 40.9 度 | 東経 7.3 度 | 7 km  |
| G    | 北緯 44.7 度 | 東経 5.5 度 | 5 km  |
| K    | 北緯 45.2 度 | 東経 4.1 度 | 4 km  |
| L    | 北緯 44.0 度 | 東経 4.5 度 | 6 km  |
| M    | 北緯 41.3 度 | 東経 3.7 度 | 8 km  |
| P    | 北緯 44.7 度 | 東経 1.9 度 | 4 km  |
| W    | 北緯 42.3 度 | 東経 4.3 度 | 6 km  |
| X    | 北緯 43.9 度 | 東経 7.9 度 | 4 km  |
| Y    | 北緯 41.9 度 | 東経 2.2 度 | 3 km  |
| Z    | 北緯 43.4 度 | 東経 2.3 度 | 4 km  |